# 松下牧男

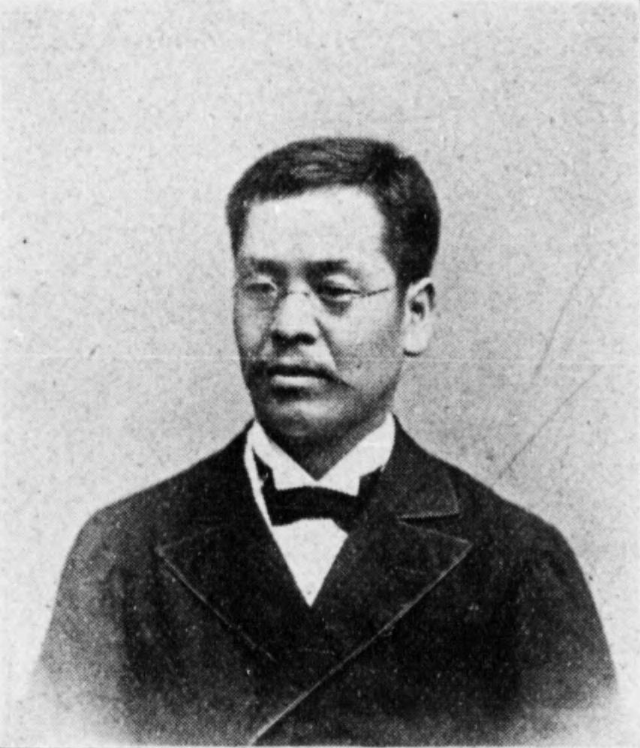
松下牧男

松下 牧男（まつした まきお、1865年5月26日（慶応元年5月2日） - 1926年（大正15年）5月15日）は、明治から大正時代の政治家、実業家。衆議院議員（1期）。

## 経歴
駿河国、のちの静岡県富士郡須津村（吉原市を経て現富士市）出身。漢学を学ぶ。煙草製造業を営む傍ら、ツルチュック醸造監査役を務めた。1902年（明治35年）8月の第7回衆議院議員総選挙では静岡県郡部から立憲政友会所属で出馬し当選。衆議院議員を1期務めた。